# Steven Hawley
Steven Alan Hawley (* 12. prosince 1951) je americký astronaut - specialista mise, který má za sebou pět vesmírných letů. Narodil se v kansaském městě Ottawa, ale za své rodné město uvádí Salino.

## Život

### Mládí a výcvik
Vysokoškolské vzdělání inženýra astronomické fyziky získal na University of Kansas roku 1973. Na University of California, Santa Cruz roku 1971 obhájil doktorát astronomie. Do střediska výcviku astronautů při NASA byl vybrán v roce 1978 ještě svobodný jako astronaut, specialista na astronomii. V letech 1982 - 1987 byla jeho manželkou Sally Rideová, rovněž astronautka. Z důvodu její homosexuality však manželství nebylo funkční a rozpadlo se. Později se podruhé oženil se s Eileen M. Keeganovou z Redondo Beach..

### Lety do vesmíru
Poprvé vzlétl na oběžnou dráhu Země koncem léta roku 1984 v raketoplánu Discovery. Start proběhl z obvyklého kosmodromu na mysu Canaveral. Osádku Discovery tvořili Henry Hartsfield (velitel), Michael Coats (druhý pilot), letoví specialisté dr. Judith Resniková, dr. Steven Hawley a Richard Mullane a konečně „první cestující“ v raketoplánu, Charles Walker, inženýr od firmy McDonnell Douglas. Vypustili družice SBS 4, Leasat 2 a Telstar 3. Návrat byl na základnu Edwards. Steven Hawley se tímto letem stal 145. člověkem ve vesmíru.
Po dvou letech absolvoval druhý let na palubě Columbie, kde byla sedmičlenná osádka, které velel Robert Gibson. Doprovázeli ho pilot Charles Bolden, trojice letových specialistů Franklin Chang-Diaz, Steven Hawley a George Nelson a specialisté inženýr Robert Cenker od firmy RCA a zástupce Demokratické strany za stát Floridu ve Sněmovně reprezentantů Clarence Nelson. Start byl z mysu Canaveral, kosmodrom Kennedyho vesmírné středisko. Během letu vypustili družici Satcom. Přistáli na základně Edwards v Kalifornii.
Na třetí let čekal dalších 7 let. Letěl v raketoplánu Discovery na jaře 1990, během pětidenního letu vypustili Hubbleův kosmický dalekohled (anglicky Hubble Space Telescope - HST). Posádka: Loren Shriver, Charles Bolden, Bruce McCandless, Steven Hawley a Kathryn Sullivanová. Startovali na Floridě, přistáli na základně Edwards v Kalifornii.

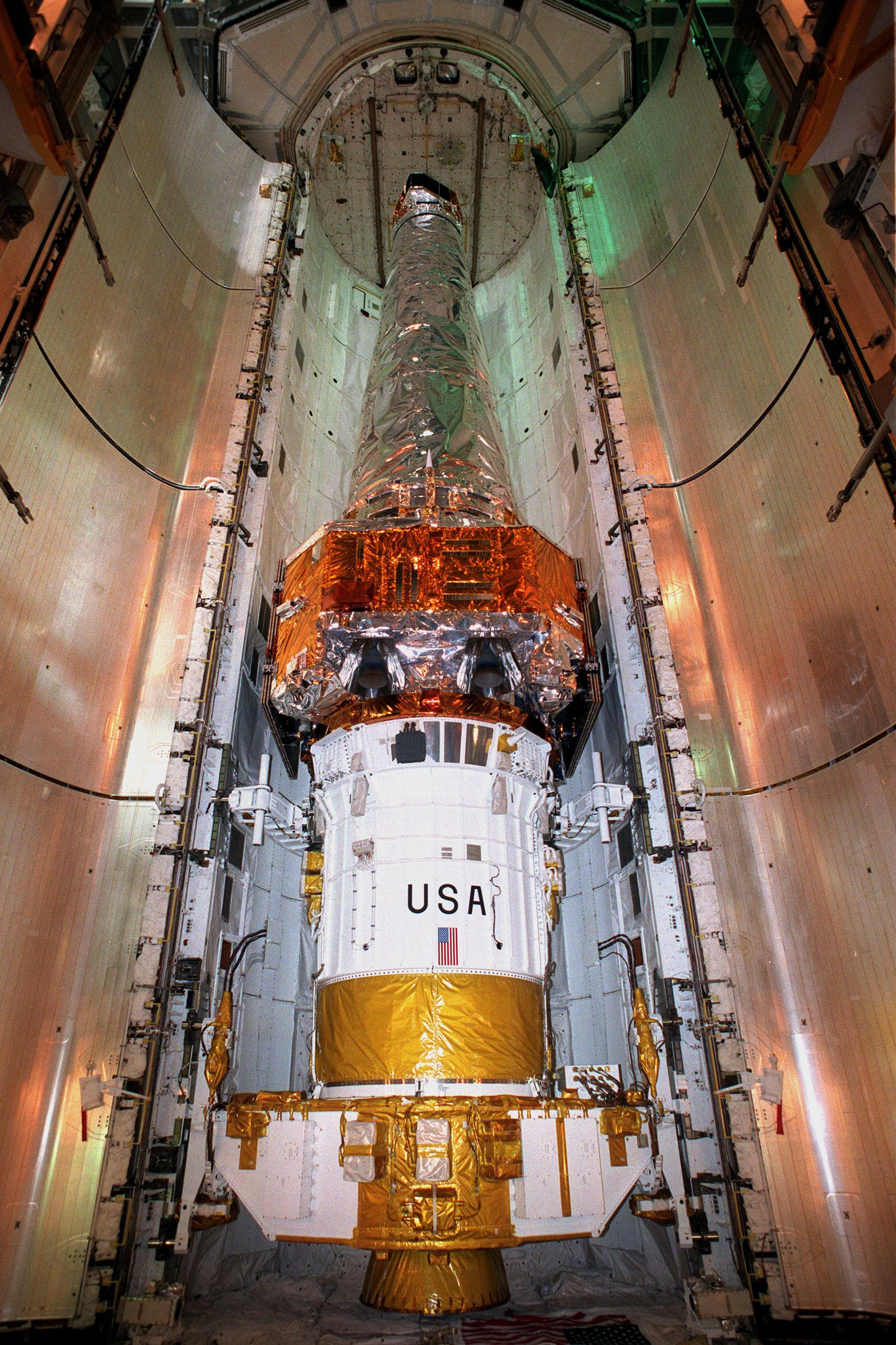
Observatoř Chandra v nákladovém prostoru raketoplánu Columbia při misi STS-93

Čtvrtá mise STS-82 na stejném raketoplánu měla za úkol opravit HST, jehož vypuštění se Hawley dva roky předtím zúčastnil. Tentokrát v posádce byli Kenneth Bowersox, Scott Horowitz, Lee Mark, Harbaugh Gregory, Smith Stewen, Joseph Tanner a Hawley. Start i přistání byly na Floridě na mysu Canaveral.
Pátým, posledním letem byla účast v létě 1999 na expedici STS-93 s raketoplánem Columbia. Hlavním a splněným cílem letu bylo vypuštění velké astronomické observatoře Chandra X-Ray Observatory. Velitelkou byla žena - Eileen Collinsová, v posádce byli: Ashby Jeffrey, Catherine Colemanová, Steven Hawley a Francouz Michel Tognini. I tentokrát start i přistání byly na Floridě.
Tímto letem zakončil Steven Hawley své lety na orbitální dráhu Země, kde strávil celkem 35 dní.
- STS-41-D Discovery (30. srpna 1984 – 5. září 1984)
- STS-61-C Columbia (12. ledna 1986 – 18. ledna 1986)
- STS-31 Discovery (24. dubna 1990 – 29. dubna 1990)
- STS-82 Discovery (11. února 1997 – 21. února 1997)
- STS-93 Columbia (23. července 1999 – 28. července 1999)

### Po letech
U NASA zůstal v Johnsonově vesmírném středisku v Houstonu, v roce 1993 zde vystupoval jako člen vedení.